# Alexander Rojtburd
Alexander Rojtburd (en ukrainien Олександр Анатолійович Ройтбурд), né le 14 octobre 1961 à Odessa en Ukraine et mort le 8 août 2021 dans la même ville,, est un artiste ukrainien. Il appartient à la « Nouvelle Vague ukrainienne » et contribue à fonder les bases théoriques de la « Trans-avant-garde ukrainienne ». Il travaille comme peintre et artiste d'installation, en incorporant notamment des projets vidéo et photo. Au Book Arsenal de Kiev 2016, une salle avec des œuvres provocantes de grand format est consacrée à son travail. De mars 2018 au 4 septembre 2019, il est le directeur du musée d'art d'Odessa (en),,.

## Biographie
Alexander Rojtburd naît à Odessa en 1961. Il entreprend des études artistiques et obtient en 1983 le diplôme de la faculté d'art et de graphisme de l'Institut pédagogique d'Odessa. Il est en 1993 le cofondateur de la New Art Association à Odessa ; depuis 1993, il en est le directeur artistique, puis il la préside de 1999 à 2001. Il est le directeur de la galerie Marat Gelman à Kiev. Alexander Rojtburd vit et travaille à Kiev et à Odessa.
Les œuvres de Rojtburd ont fait l'objet d'expositions personnelles en Ukraine, aux États-Unis et dans la fédération de Russie.
Alexander Rojtburd fait partie du Conseil pour le développement du complexe culturel, artistique et muséologique national ukrainien « Arsenal d'art ».

## Travaux
Alexander Rojtburd est considéré comme l'un des artistes importants du mouvement ukrainien de la « nouvelle vague ». Ses œuvres semblent à première vue simplement déterminées mythologiquement et imprégnées de représentations d'archétypes. Les éléments du surréel sont présents mais restent dans les limites organiques d'une évolution subtile. En tant que peintre, il ne fait pas de compromis et développe son style personnel à travers une transformation à la recherche du modèle grec. Dans ses dernières œuvres, il rejette l'ironie, le sarcasme et du drame. Il privilégie une forme de subtile ironie et d'intimité.

## Des expositions

### Expositions personnelles
- 1997: La vie quotidienne à Pompéi, Galerie Atelier Karas, Kiev, Ukraine
- 2001: One-Man-Show, Musée du patrimoine culturel, Kiev, Ukraine
- 2003: La Rétrospective, Galerie Bereznitsky (Galerie L-art), Ludmila Beresnitsky, Kiev, Ukraine

### Expositions de groupe
- 2000: Video Time, MOMA, New York, États-Unis
- 2001: Plateau of Mankind, 49e Biennale de Venise, Venise, Italie
- 2002: Arts and Drugs, Galerie Rebellminds, Berlin